# Alexander (Griechenland)

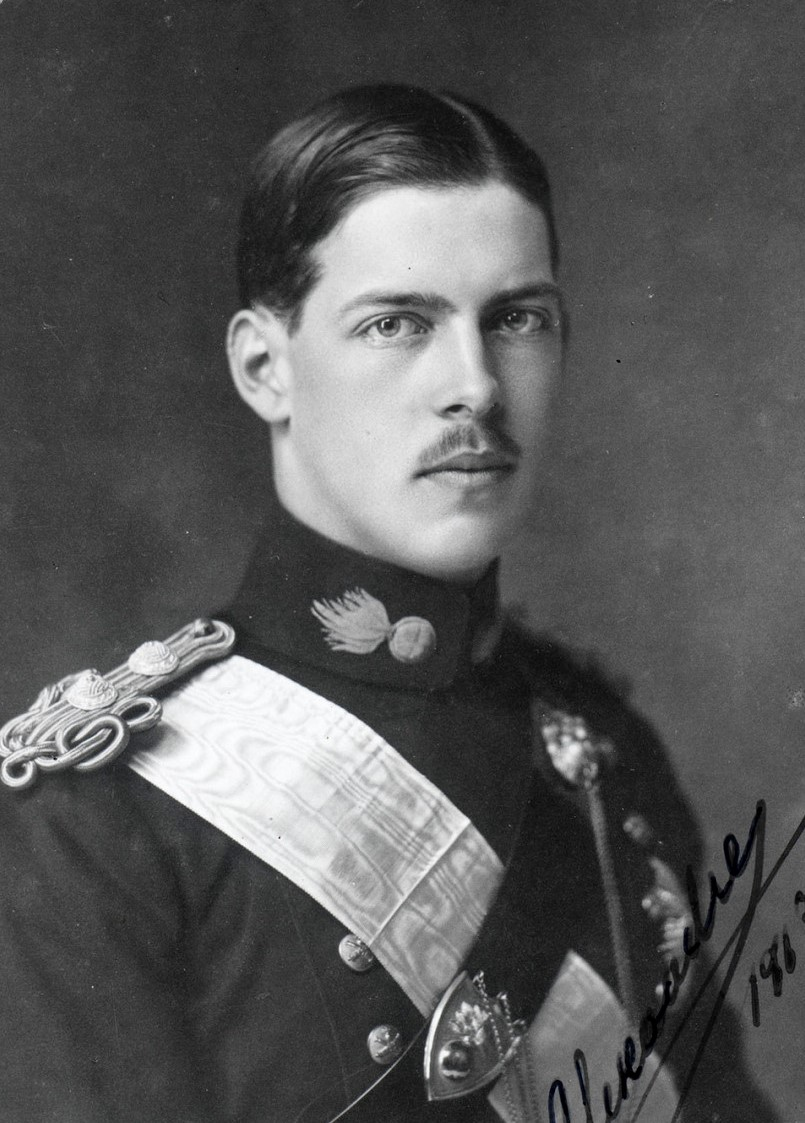
Alexander I. von Griechenland

Alexander I. von Griechenland (griechisch Ἀλέξανδρος Α΄ τῆς Ἐλλάδος Aléxandros A tîs Helládos, * 20. Julijul. / 1. August 1893greg. in Tatoi bei Athen; † 12. Oktoberjul. / 25. Oktober 1920greg. in Athen) war von 1917 bis 1920 König der Hellenen.

## Herkunft
Alexander entstammte väterlicherseits dem Haus Schleswig-Holstein-Sonderburg-Glücksburg, das ab 1863 die griechischen Könige stellte, und mütterlicherseits den Hohenzollern. Seine Mutter war die Schwester Kaiser Wilhelms II.

## Leben
Alexander wurde als zweiter Sohn von König Konstantin I. von Griechenland und dessen Gemahlin Sophie von Preußen geboren und verbrachte einen Teil seiner Kindheit in Deutschland. Er studierte 1912 an der Athener Militärakademie Scholi Evelpidon. An den Balkankriegen nahm er als Offizier der Artillerie teil.
König Konstantin I. musste 1917 abdanken, weil er zu Beginn des Ersten Weltkriegs für Deutschland Partei ergriffen hatte, und mit dem Kronprinzen Georg das Land verlassen. Alexander bestieg daraufhin als Alexandros I. den griechischen Thron. Er regierte vom 12. Juni 1917 bis zu seinem Tod. Der König war populär wegen seiner verfassungstreuen Haltung und seiner Unterstützung der Entente. Er folgte weitgehend den Anweisungen des Premierministers Eleftherios Venizelos und nahm wenig direkten Einfluss auf die Politik.
Auf einer Feier lernte der lebenslustige Prinz Aspasia Manos kennen, die aus dem phanariotischen Adel stammte. Sie vermählten sich am 4. November 1919 heimlich. Die Beziehung kam weder bei ihren Familien noch beim Volk gut an, da sie mit der Gepflogenheit brach, nur innerhalb des europäischen Hochadels zu heiraten. Manos musste ins Exil nach Paris gehen, auch nach ihrer Rückkehr wurde ihr der Titel Königin verwehrt, sie war nur „Frau Manos“. Erst im September 1922 verlieh ihr König Konstantin den Titel „Prinzessin von Griechenland und Dänemark“ mit der Anrede „königliche Hoheit“.

## Tod

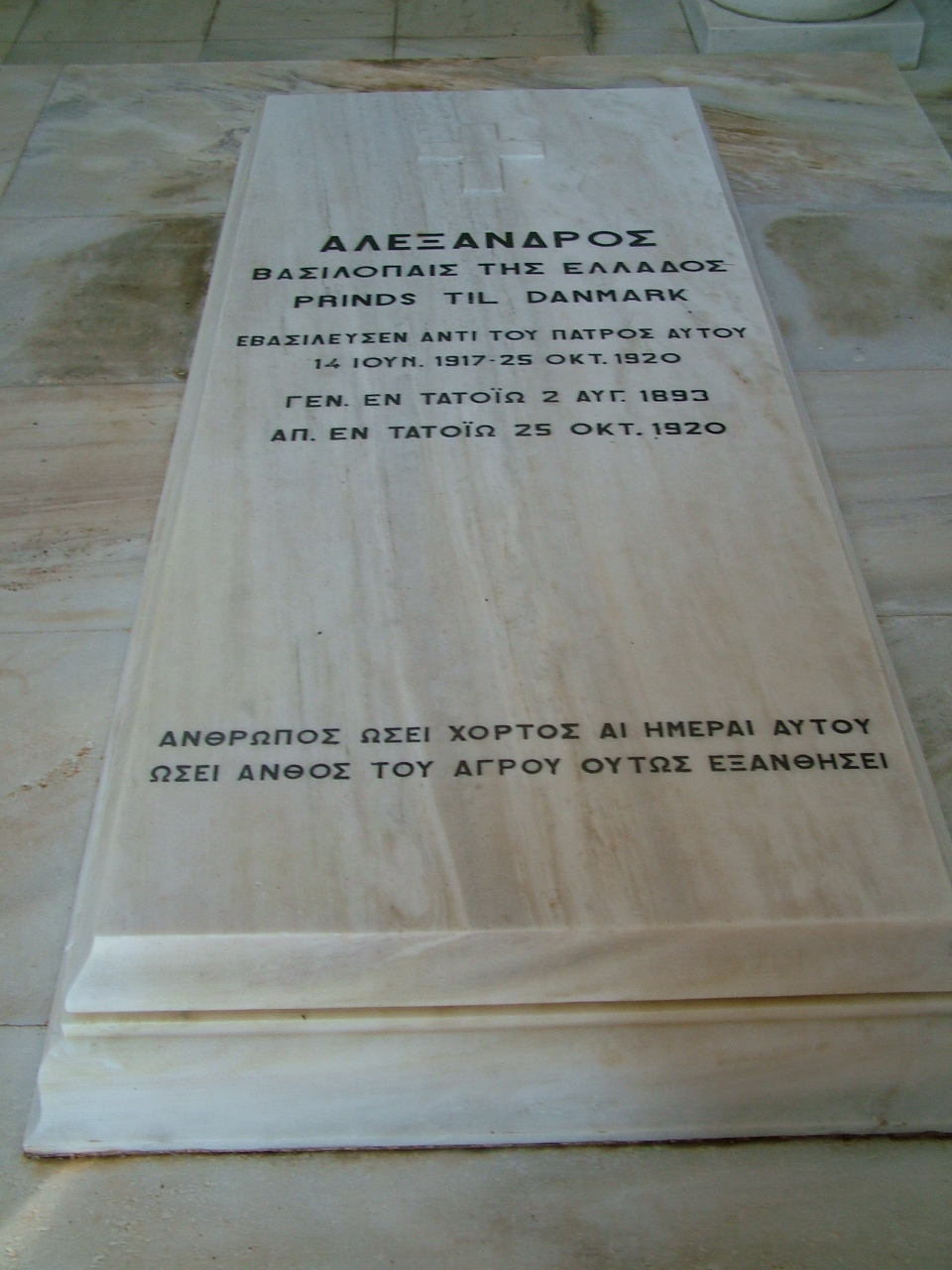
Grab von König Alexander in Tatoi

Während eines Spaziergangs des Königs mit seiner Frau im Garten des Schlosses Tatoi bellte der Schäferhund des Königs ein Affenweibchen an. Ein Affenmännchen griff daraufhin Aspasia an und biss Alexander, als er ihr zur Hilfe kam. Der Biss verursachte eine Blutvergiftung, an der der König einen Monat später starb, da sie nicht angemessen behandelt wurde. Alle drei Tiere waren Geschenke an das Königshaus, was zu Spekulationen in der Presse führte. 
Aspasia gebar fünf Monate nach Alexanders Tod die Tochter Alexandra (1921–1993), die spätere Königin von Jugoslawien. Sein Nachfolger als König der Hellenen wurde sein Vater Konstantin I., der damit ein zweites Mal regierte.
König Alexander wurde im Mausoleum des königlichen Friedhofs in Tatoi beigesetzt.
Zu seinen Ehren wurde die thrakische Stadt Dedeağaç im Jahre 1919 in Alexandroupolis umbenannt.